# Ktulu
Pour l’article ayant un titre homophone, voir Cthulhu (homonymie).
Ktulu est un groupe espagnol de thrash metal, originaire de L'Hospitalet de Llobregat, Barcelone, en Catalogne.

## Histoire

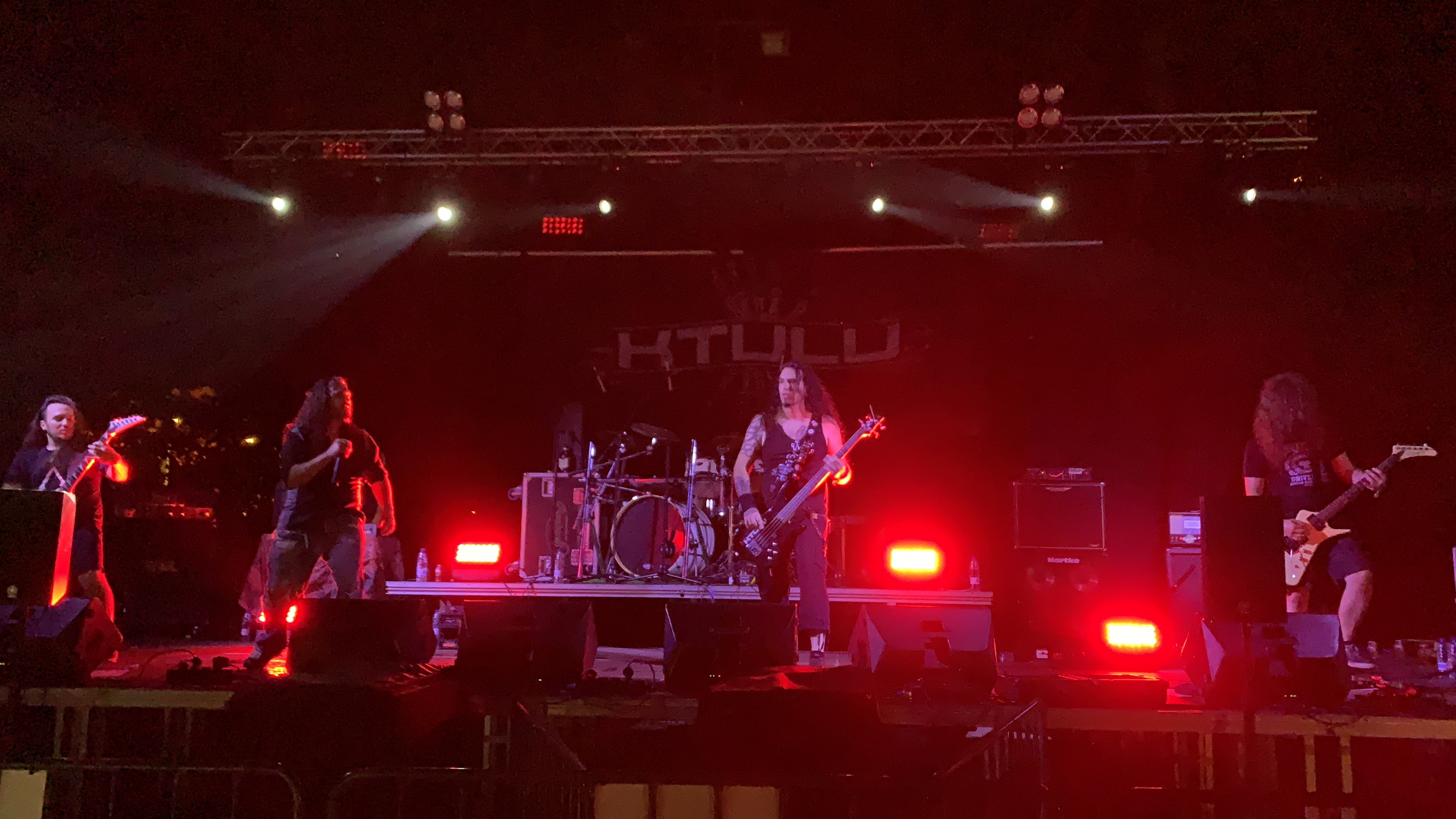
Ktulu en concert.

Ktulu commence à jouer à la fin de 1986 à L'Hospitalet de Llobregat, Barcelone, comme groupe de thrash metal, inspiré par des groupes comme Pantera ou Fear Factory. En 1991, ils publient en format vinyle leur premier album, intitulé Involución. Dans l'album suivant, intitulé Orden genético, lancé en 1994, ils passent à un metal plus avant-gardiste, mais sans renoncer à leurs racines. Il comprend le morceau Apocalypse 25 D, inclus dans la bande son du film El Día de la bestia d'Álex de la Iglesia.
En 1997, ils publient Confrontación, qui entre pleinement dans le domaine du metal industriel, et l'année suivante El Latido del miedo, composé de huit chansons de son prédécesseurs, en version techno. Ils continuent avec une formation comprenant Willy (voix), Jorge (guitare) et Miguel (batterie), qui sont rejoints par Pedro (guitare), Lara (basse) et Raúl (sampler et claviers). À cette période (1999), ils sortent l'album homonyme, Ktulu, enregistré aux studios Lorentzo Records à Berriz (Biscaye), produit par Carlos Córdoba et Aitor Ariño (Platero y Tú, Extremoduro...). Cet album mêle heavy metal à ses racines avec de nouvelles technologies, des mélodies plus prononcées et plus de morceaux vocaux.
En décembre 2000, ils sortent un maxi-single comprenant des remixes et reprises de groupes comme Portishead, Jimi Hendrix et Iron Butterfly, intitulé 2078". Juste après son départ du groupe, Raul participe à des concerts du groupe La Fura dels Baus. En 2002, ils contribuent à l'album-hommage à Barón Rojo, intitulé Larga vida al... volumen brutal, avec le morceau Satánico plan. Entre cette année et 2004, le groupe prend une pause. Par la suite, Ktulu sort son septième album, intitulé Caníbal Show (2008), distribué par le label Maldito Records, et enregistre le clip du morceau Vuestras guerra. En 2009, ils publient une démo/avant-première de leur nouvelle œuvre en anglais, LinkSlaved, uniquement sur iTunes (distribution numérique).
En 2011, ils publient leur CD/DVD Visión en la casa del caníbal (2011), enregistré live à Barcelone. Le CD contient 17 pistes, et le DVD 14 vidéos live, un court d'environ une demi-heure d'images en tournée, et 16 reprises d'autres groupes. C'est dans la même année que Ktulu négocie un contrat avec le label Avispa Music, et commence à travailler sur son neuvième album. Après quelques mois de travail en studio, le nouvel album, Makinal, est publié en 2012.
En 2017, le groupe change d'agence de booking (désormais Six Force Management), et attend une formation définitive pour enregistrer son dixième album studio, avec Avispa Music. Le 21 mai 2017, le groupe se produit au concert de charité No Callarem, organisé au Parc del Gran Sol de Llefià (Badalone), en faveur de la liberté d'expression et des droits de l'homme et contre la censure.

## Discographie
- 1991 : Involución
- 1994 : Orden genético
- 1997 : Confrontación
- 1998 : El Latido del miedo
- 1999 : Ktulu
- 2000 : 2078
- 2008 : Show caníbal
- 2011 : Visión en la casa del caníbal
- 2012 : Makinal